# معلمان (قهاب رستاق)
معلمان (بالفارسية: معلمان) هي مستوطنة تقع في إيران في قسم قهاب رستاق الريفي. يقدر عدد سكانها بـ 169 نسمة بحسب إحصاء 2016.